# Hyalopsyche sachalinica
Hyalopsyche sachalinica là một loài Trichoptera trong họ Dipseudopsidae. Chúng phân bố ở miền Cổ bắc.